# Адідас-Арена
48°53′58″ пн. ш. 2°21′38″ сх. д. / 48.8994° пн. ш. 2.3606° сх. д.
Арена — Порт-де-ла-Шапель (офіційна назва Адідас-Арена через спонсорську угоду) (фр. Arena Porte de la Chapelle, Adidas Arena) — багатофункціональний зал у кварталі де ла Шапель (18-й округ) столиці Франції Париж. Також відома як Париж-Арена II або Арена — Еліс Мілліат. 

## Історія
Будівля на північному сході Парижа побудована для літніх Олімпійських і літніх Паралімпійських ігор 2024 року.
Розташована за 2,5 км від Олімпійського та Паралімпійського містечка. Спочатку відкриття планувалося на літо 2023 року. У грудні 2022 року було оголошено, що будівництво відстає від графіка та завершення заплановано на грудень 2023 року, а відкриття — на січень 2024 року.
Зал було офіційно відкрито 11 лютого 2024 року в присутності мера Парижа Анн Ідальго та міністра спорту Амелі Удеа-Кастера.
У залі проводять ігри баскетбольна команда «Париж» та гандбольний клуб «ПСЖ Гандбол».
Арена може вмістити приблизно 8000 людей під час спортивних заходів і 9000 під час концертів і шоу, а також має два спортивних зали для використання місцевими клубами та жителями.
Під час літніх Олімпійських ігор 2024 року в залі проходили змагання з бадмінтону та художньої гімнастики.

## Транспортне сполучення
Станція Порт-де-ла-Шапель на лінії 12 паризького метро знаходиться всього за 300 м від арени. 
Відстань до станції RER E Роза-Паркс становить 1,2 км.